# Xã Shelby, Quận Shelby, Iowa
Xã Shelby (tiếng Anh: Shelby Township) là một xã thuộc quận Shelby, tiểu bang Iowa, Hoa Kỳ. Năm 2010, dân số của xã này là 906 người.